# Toshiyuki Kubooka
Toshiyuki Kubooka (窪岡俊之, Kubooka Toshiyuki, né le 19 décembre 1963) est un réalisateur et illustrateur japonais d'anime.

## Travaux

### Anime
- Batman: Gotham Knight (Segment: Working Through Pain)
- Gunbuster (directeur d'animation)
- Nadia, le secret de l'eau bleue (directeur d'animation)
- Giant Robo (character designer, directeur d'animation)
- Giant Robo Ginrei Special (character designer, directeur d'animation)
- Yamato 2520 (character designer)
- Gankutsuou (animateur)
- Beck (storyboard)
- Valérian et Laureline (directeur d'animation)
- Berserk: The Golden Age Arc (réalisateur)

### Jeux vidéo
- Lunar: The Silver Star (character designer, directeur d'animation)
- Lunar: Eternal Blue (character designer, directeur d'animation)
- Lunar: Walking School (character designer)
- Lunar: Silver Star Story (character designer, directeur d'animation)
- Albert Odyssey: Legend of Eldean (character designer)[1]
- Magic School Lunar! (character designer, directeur d'animation)
- Lunar: Eternal Blue (character designer, directeur d'animation)
- Lunar Legend (character designer)
- Seishun Quiz: Colorful Highschool (character designer)
- The Idolmaster (character designer)
- Lunar: Dragon Song (character designer)
- Phantasy Star 0 (character designer)